# Norma Thrower
Norma Claire Thrower (Norma Claire Austin-Thrower; * 5. Februar 1936 in Adelaide, South Australia) ist eine ehemalige australische Leichtathletin.
Thrower gewann bei den British Empire and Commonwealth Games 1958 in Cardiff die Goldmedaille im 80-Meter-Hürdenlauf vor der Engländerin Carole Quinton (Silber) und der Australierin Gloria Wigney (Bronze). Bei den australischen Meisterschaften gewann sie 1951 Silber, 1953 Bronze und in den Jahren 1955, 1957 und 1959 jeweils Gold.
Bei den Olympischen Sommerspielen 1956 in Melbourne gewann sie die Bronzemedaille hinter der Australierin Shirley Strickland (Gold) und der Deutschen Gisela Köhler (Silber).